# Sinh học lượng tử
Sinh học lượng tử là ngành ứng dụng cơ học lượng tử và hóa học lý thuyết vào các khía cạnh của sinh học không thể được diễn giải một cách chính xác bằng các định luật của vật lý cổ điển. Sự hiểu biết về các tuơng tác lượng tử nền tảng là cần thiết vì những thứ này sẽ quyết định các đặc tính của cấp độ tổ chức tiếp theo trong các hệ thống sinh học. 
Nhiều tiến trình sinh học bao gồm việc chuyển đổi năng lượng thành các dạng để có thể sử dụng được cho các quá trình chuyển đổi hóa học, và đây được xem là cơ học lượng tử trong thế giới tự nhiên. Những tiến trình như vậy bao gồm các phản ứng hóa học, hấp thụ ánh sáng, hình thành trạng thái được kích thích của điện tử, vận chuyển năng lượng exciton, và vận chuyển các electron và proton (ion H+) trong các quá trình hóa học; các tiến trình được đề cập ở trên gặp trong quang hợp, hệ thống khứu giác và hô hấp tế bào. Sinh học lượng tử có thể sử dụng các tính toán để mô hình hóa các tương tác sinh học dựa trên các hiệu ứng của cơ học lượng tử. Thông thường nó liên quan tới những đặc điểm lượng tử "không tầm thường" như chồng chập lượng tử, tính bất định xứ, vướng víu lượng tử và hiệu ứng xuyên hầm, có thể được giải thích bằng cách thu nhỏ các tiến trình sinh học về mức vật lý của các hạt, mặc dù các hiệu ứng này khó để có thể nghiên cứu và có thể mang tính suy đoán.

## Lịch sử

Trực quan hóa hiệu ứng đường hầm

Sinh học lượng tử là một lĩnh vực mới nổi, vì hầu hết các nghiên cứu hiện nay đều mang tính lí thuyết và có nhiều câu hỏi cần thực nghiệm thêm. Mặc dù lĩnh vực này hiện chỉ mới nhận được nhiều sự chú ý gần đây, nhưng khái niệm về nó đã được đặt ra bởi các nhà vật lý trong suốt thế kỷ XX. Có ý kiến cho rằng sinh học lượng tử có thể đóng một vai trò tối quan trọng trong y học tương lai. Những người tiên phong của vật lý lượng tử đã nhìn thấy những ứng dụng của cơ học lượng tử trong các vấn đề sinh học. Cuốn sách What Is Life? (1944) của Erwin Schrödinger thảo luận về các ứng dụng của cơ học lượng tử trong sinh học. Schrödinger đề xuất ý tưởng về một "tinh thể không tuần hoàn" chứa thông tin di truyền bên trong cấu hình của các liên kết cộng hóa trị. Ông còn đề xuất thêm ý tưởng các đột biến được tạo ra bởi "các bước nhảy lượng tử". Các nhà tiên phong khác Niels Bohr, Pascual Jordan, và Max Delbrück lập luận ý tưởng lượng tử về tính tổng thể là cơ sở của khoa học sự sống. Năm 1963, Per-Olov Löwdin đã đưa ra ý tưởng xuyên hầm lượng tử proton như một cơ chế khác gây đột biến ADN. Trong bài đăng, ông tuyên bố đây là một lĩnh vực nghiên cứu mới mang tên "sinh học lượng tử". Năm 1979, nhà vật lý Soviet người Ukraina Alexander Davydov xuất bản cuốn sách đầu tiên về sinh học lượng tử với tiêu đề Биология и Квантовая Механика (Sinh học và cơ học lượng tử).

## Ứng dụng

### Quang hợp

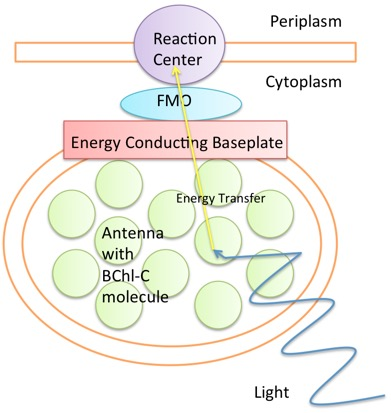
Sơ đồ phức hợp FMO. Ánh sáng kích thích các electron trong anten. Sự kích thích sau đó chuyển qua các protein khác nhau trong phức hợp FMO đến trung tâm phản ứng để tiếp tục quang hợp.

Các sinh vật quang hợp bằng cách hấp thụ năng lượng ánh sáng thông qua quá trình kích thích điện tử diễn ra trong các antenna. Các antenna khác nhau tùy theo dạng sinh vật. Ví dụ, vi khuẩn sử dụng antenna có dạng vòng, trong khi đó thực vật sử dụng sắc tố diệp lục để hấp thụ photon. Quang hợp hình thành các exciton Frenkel, giúp phân tách điện tích mà tế bào chuyển đổi thành năng lượng hóa học có thể sử dụng được. Năng lượng được tạo ra ở các vị trí phản ứng cần phải được chuyển đi nhanh chóng trước khi thất thoát do phát huỳnh quang hoặc dao động nhiệt. 
Các cấu trúc khác nhau, như phức hợp FMO ở vi khuẩn lưu huỳnh màu lục, có vai trò chuyển năng lượng từ các antenna tới vị trí phản ứng. Quang phổ điện tử FT nghiên cứu cho thấy mức độ chuyển đổi và hấp thụ electron có hiệu quả trên 99%, điều này không thể được giải thích bằng các mô hình cơ học cổ điển tương tự như mô hình khuếch tán. Thay vào đó, ngay từ năm 1938, các nhà khoa học đã đưa ra giả thuyết chính tính gắn kết lượng tử (quantum coherence) mới là cơ chế cho sự chuyển dịch năng lượng kích thích. 
Các nhà khoa học gần đây đã tìm kiếm bằng chứng thực nghiệm cho cơ chế vận chuyển năng lượng bằng tính gắn kết lượng tử. Một nghiên cứu được công bố năm 2007 tuyên bố đã xác định được tính gắn kết lượng tử điện tử ở nhiệt độ -196 °C (77 K). Một nghiên cứu lí thuyết khác vào năm 2010 cung cấp bằng chứng cho thấy tính gắn kết lượng tử tồn tại lâu tới 300 femto giây ở nhiệt độ phù hợp cho dạng sống (4 °C hoặc 277 K). Trong cùng năm đó, các thí nghiệm đã được tiến hành trên tảo cryptophyte quang hợp sử dụng quang phổ phản hồi photon hai chiều thu được bằng chứng xác nhận thêm cho sự gắn kết lượng tử về mặt dài hạn. Những nghiên cứu này cho thấy thông qua quá trình tiến hóa, tự nhiên đã phát triển cách thức để bảo vệ tính gắn kết lượng tử nhằm tăng cường hiệu quả của quá trình quang hợp. Tuy nhiên, các nghiên cứu tiếp theo đặt câu hỏi về cách diễn giải của những kết quả này. Quang phổ phân tử đơn giờ đây cho thấy các đặc điểm lượng tử của quá trình quang hợp mà không có sự can thiệp của rối loạn tĩnh, và một vài nghiên cứu sử dụng phương thức này để gán các dấu hiệu được báo cáo về tính gắn kết lượng tử cho các quá trình động học hạt nhân diễn ra bên trong các chromophore.  Một số lượng các đề xuất được đưa ra để giải thích cho tính gắn kết tồn tại lâu bất thường. Theo đó, một đề xuất cho rằng, nếu mỗi vị trí bên trong phức hợp cảm nhận được sự nhiễu động môi trường của chính nó, electron sẽ không duy trì ở mức tối thiểu cục bộ nào do cả tình gắn kết lượng tử và môi trường nhiệt mà sẽ tiến tới vị trí phản ứng thông qua các bước đi lượng tử. 